# Éragny
 Éragny  -también conocida como Éragny-sur-Oise- es una población y comuna francesa, en la región de Isla de Francia, departamento de Valle del Oise, en el distrito de Pontoise, Mancomunidad de Cergy-Pontoise y cantón de Cergy-Sud.
Eragny tiene un pasado histórico marcado por la religión. Antes de que la ciudad de Eragny y la de Conflans Sainte Honorine se unieran como una sola parroquia en el siglo XII. La iglesia fue destruida durante la Segunda Guerra Mundial por un avión británico  Archivado el 22 de noviembre de 2021 en Wayback Machine.

## Demografía
La demografía de la ciudad de Eragny creció primero con la aparición del ferrocarril, pero también con el proceso de urbanización, que animó a la gente a acercarse a la capital aprovechando los programas de vivienda
| 908 | 987 | 918 | 874 | 884 | 876 | 909 | 887 | 886 | 921 | 900 | 412 | 611 | 436 | 466 | 412 | 508 | 515 | 516 | 555 | 684 | 883 | 1 166 | 1 223 | 1 297 | 1 928 | 2 837 | 3 638 | 3 638 | 15 034 | 16 941 | 15 568 | 16 416 |
| Para los censos de 1962 a 1999 la población legal corresponde a la población sin duplicidades (Fuente: INSEE [Consultar]) |     |     |     |     |     |     |     |     |     |     |     |     |     |     |     |     |     |     |     |     |     |       |       |       |       |       |       |       |        |        |        |        |

## Hermanamientos
El municipio de Éragny mantiene tres hermanamientos. El de Nioko 2, en los suburbios de Uagadugú (Burkina Faso), es el más antiguo, seguido del hermanamiento con Komló, en la cuenca hullera de Hungría. El último hermanamiento es con la ciudad de Munster, en el estado alemán de Baja Sajonia, que celebró su 20.º aniversario en 2019.
Un callejón lleva el nombre de Komlo, dentro del parque municipal. Un puente que une los barrios de La Challe y este mismo parque rinde homenaje al hermanamiento con Nioko, denominado "Puente de la Amistad".
Varias asociaciones gestionan estos hermanamientos junto con el municipio y organizan, entre otras cosas, viajes lingüísticos, encuentros culturales o conferencias: 
- el EMEX (Eragny Munster Exchange) para la ciudad de Munster[8]
- el AJEK (Les amis du jumelage Eragny-Komlo), con Komlo[9]
- la AJEN (Asociación de Hermanamiento Eragny-Nioko) con Nioko[10]